# Shahrestān di Kavar
Lo shahrestān di Kavar (farsi شهرستان کوار) è uno dei 29 shahrestān della provincia di Fars, in Iran. Il capoluogo è Jahrom. Lo shahrestān è suddiviso in una circoscrizione (bakhsh): 
- Centrale (بخش مرکزی)